# Валавский сельсовет
Валавский сельсовет — административная единица на территории Ельского района Гомельской области Республики Беларусь. Административный центр — агрогородок Валавск.

## История
С 29 ноября 2005 года исключены из данных по учёту административно-территориальных и территориальных единиц Везцы, Глазки, Шия. 

## Состав
Валавский сельсовет включает 4 населённых пункта:
- Валавск — агрогородок.
- Дубровка — деревня.
- Заячье — деревня.
- Корма — деревня.

Упразднённые населённые пункты:
- Везцы — деревня[1].
- Глазки — деревня[1].
- Шия — деревня[1].